# Апоногетон пузырчатый
Апоногетон пузырчатый, или Апоногето́н пузыревидный (лат. Aponogeton bullosus) — растение рода Апоногетон, единственного рода одноимённого семейства Апоногетоновые.

## Ареал
Естественный ареал апоногетона пузыревидного — Австралия. Растение предпочитает прохладную воду, в основном реки. Может обитать как в освещённых, так и в затемнённых местах.

## Описание
Корни клубневидные до 2 сантиметров длиной. Листья бывают темно-зелеными с оттенками коричневого, в среднем до 30 сантиметров длиной и 3 сантиметров шириной. Молодые листья могут иметь красноватый оттенок.
Растение относится к солитерам. Размножаются как семенами, так и делением клубня.

## Содержание в аквариумах
В аквариумных условиях лучше всего поддерживать температуру до 25 градусов в летнее время и до 18 градусов в зимнее. Для улучшения роста нужно подливать чистую воду, в качестве удобрения можно использовать шарики глины. Растение любит естественное освещение.